# タウンズビル空港
タウンズビル空港（英名：Townsville Airport, 別名 Garbutt Airport）とは、オーストラリアクイーンズランド州タウンズビルにある空港である。
オーストラリア空軍タウンズビル基地(RAAF Base Townsville)が隣接し、滑走路を共用している。

## 就航路線

### 国内線
| 航空会社                           | 就航地                                                                                               |
| ---------------------------------- | --- |
| カンタス航空                       | シドニー、メルボルン、ブリスベン                                                                     |
| カンタス航空 運行は カンタスリンク | ケアンズ、マッカイ、ロックハンプトン、マウント・アイザ、クロンカリー                                 |
| ジェットスター航空                 | シドニー、メルボルン、ブリズベン                                                                     |
| エアノース                         | ダーウィン                                                                                           |
| ヴァージン・オーストラリア         | ブリスベン                                                                                           |
| ボンザ                             | ゴールドコースト、サンシャイン・コースト、トゥーンバ、ロックハンプトン                               |
| リージョナル・エクスプレス航空     | ケアンズ、マウントアイザ、ロングリーチ、ウィントン、ヒューエンデン、リッチモンド、ジュリア・クリーク |
| ヒンターランド航空                 | パーム島                                                                                             |